# 拉沙佩勒迪巴尔
拉沙佩勒迪巴尔（法語：La Chapelle-du-Bard，法語發音：[la ʃapɛl dy baʁ]）是法国伊泽尔省的一个市镇，位于该省东北部，属于格勒诺布尔区。

## 地理
拉沙佩勒迪巴尔（45°25'22"N, 6°5'44"E）面积27.71 平方千米，位于法国奥弗涅-罗讷-阿尔卑斯大区伊泽尔省，该省份为法国东南部内陆省份，北起顺时针与安省、萨瓦省、上阿尔卑斯省、德龙省、阿尔代什省、卢瓦尔省和罗讷省。
与拉沙佩勒迪巴尔接壤的市镇（或旧市镇、城区）包括：阿勒瓦尔、代特里耶、勒穆塔雷。

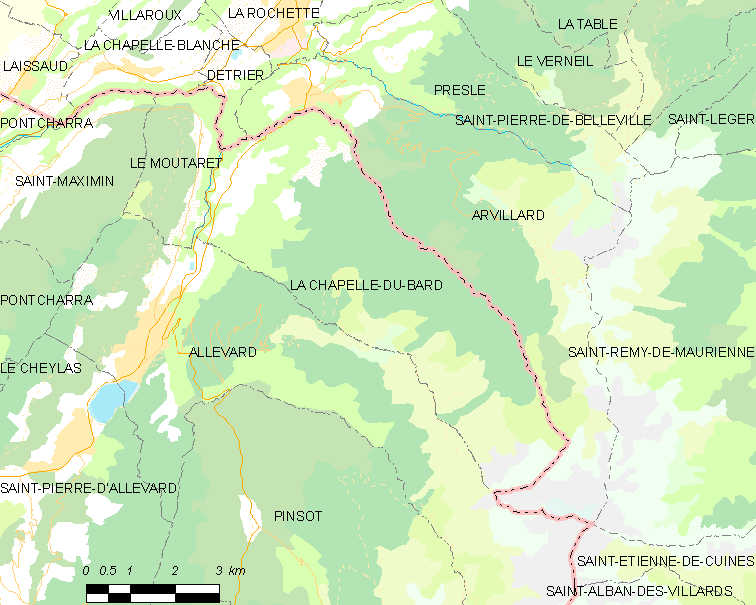
拉沙佩勒迪巴尔的OSM定位图

拉沙佩勒迪巴尔的时区为UTC+01:00、UTC+02:00（夏令时）。

## 行政
拉沙佩勒迪巴尔的邮政编码为38580，INSEE市镇编码为38078。

## 政治
拉沙佩勒迪巴尔所属的省级选区为上格雷西沃当县。

## 人口

1962-2008年间拉沙佩勒迪巴尔人口变化图示

拉沙佩勒迪巴尔于2022年1月1日时的人口数量为536人。